# Floitengrund
Floitengrund är en dal i Österrike.   Den ligger i förbundslandet Tyrolen, i den västra delen av landet, 400 km väster om huvudstaden Wien.
Trakten runt Floitengrund består i huvudsak av gräsmarker. Runt Floitengrund är det ganska glesbefolkat, med 42 invånare per kvadratkilometer.